# Pandèmia de COVID-19 a Aragó

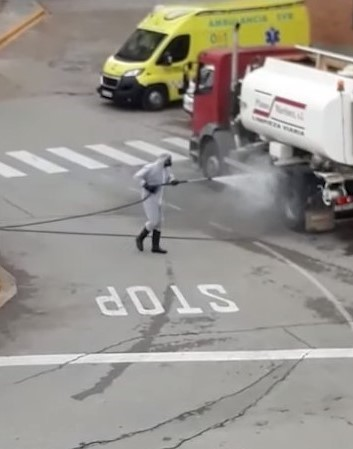
Feina de desinfecció a Casp

L'arribada de la pandèmia per coronavirus de 2019-2020 es va detectar a Aragó a partir del 4 del de març del 2020 amb el cas confirmat d'un home de 79 anys.
Dos dies després, el 6 de març, es comptabilitzava la primera víctima mortal, un home de 87 anys amb patologia prèvia.
En data del 15 d'abril es comptaven 4.338 infectats, 1.012 persones guarides i 514 morts a Aragó.

## Cronologia
El 21 de febrer es va anunciar que una jove de 27 anys resident de Saragossa era el primer cas de Covid-19 a Aragó. Havia tornat recentment d'un viatge a Milà. Tanmateix, les anàlisis posteriors van revelar que es tractava d'un fals positiu.
El vertader primer cas confirmat però no es va descobrir fins al mes següent. El 4 de març s'informava de l'infecció d'un home de 79 anys.
El 12 de març el Govern d'Aragó ordenà el tancament de totes les escoles i universitats de la comunitat a partir del dilluns 16 de març per un període inicial de 15 dies.

## Dades estadístiques
Evolució del nombre de persones infectades amb COVID-19 a Aragó
Evolució del nombre de persones guarides del COVID-19 a Aragó
Evolució del nombre de morts del COVID-19 a Aragó

## Dades complementàries
Proporció d'infeccions en funció del sexe (2 d'abril de 2020)
Proporció d'infeccions en funció de l'edat (2 d'abril de 2020)